# Fashion Beast
Fashion Beast è un graphic novel del 2012 creato da Alan Moore, Malcolm McLaren e Antony Johnston, ed è una reinterpretazione della fiaba La bella e la bestia.

## Produzione
Fashion Beast era stato inizialmente creato da Alan Moore, nel 1985, durante la lavorazione di Watchmen, per divenire la sceneggiatura per un lungometraggio, che però non vide mai la luce.
Il lavoro rimase inedito per anni, finché la Avatar Press non propose a Moore una collaborazione con Antony Johnson e Facundo Percio per la trasposizione in graphic novel della storia.

## Trama
Doll è addetta al guardaroba al Catwalk, locale per lo svago della popolazione ormai bombardata da notizie continue sull'incombenza di un "inverno nucleare". In seguito alla perdita del suo posto di lavoro, causata da un cliente arrabbiato che vandalizzò il guardaroba in cui lavorava la giovane, si troverà a partecipare a un'audizione presso il famoso designer di moda Celestine. Nonostante il suo provino venga stroncato dalle donne anziane che gestiscono la casa di moda, Celestine sceglie Doll per diventare sua modella. Tuttavia, scopre ben presto che la stessa persona che vandalizzò il guardaroba, un designer di nome Jonni, lavora all'atelier.
I due si trovano immediatamente in disaccordo, con Jonni che attacca sul piano emotivo Doll. Sconvolta, Doll pensa di abbandonare il lavoro salvo poi ripensarci. Jonni risulta attratto da Doll, trovandola una musa per il suo lavoro, eppure è arrabbiato e disgustato da lei, soprattutto dopo che lei ha preso il merito di alcune delle sue idee. Jonni tenta di lamentarsi con Celestine ma viene rimproverato per questo. Doll viene convocata nell'ufficio di Celestine dove le viene fatto un discorso sul potere della moda, dell'estetica e sui limiti dell'umanità. Questo spaventa Doll, ma invece di scappare rimane nell'ufficio dato che Celestine è sempre solo e isolato. Lui gli confessa che rimane nel suo ufficio a disegnare vestiti e a giocare con i tarocchi per nascondere il suo deturpe volto dalla società. Celestine parla anche della sua defunta madre, dicendo che era incredibilmente bella e che gli diceva spesso che non era attraente (anche se continua a considerarla la persona più importante della sua vita). Curiosa, Doll chiede di vedere la faccia di Celestine ed è stupita nel vedere che, piuttosto che un orribile mostro, Celestine è incredibilmente attraente e che le sue credenze derivano dalle parole di sua madre e da uno specchio (da lei regalato) che distorce drammaticamente il suo aspetto. Nonostante questo Doll non rivela a Celestine la verità. A causa della bugia Doll corre al piano di sotto per piangere e li si confronta con le donne che gestiscono la tenuta che le chiedono di continuare a tenere Celestine all'oscuro di tutto perché solo in questo modo è in grado di disegnare magnifici vestiti (inoltre soffrirebbe più di prima dato che finirebbe per odiare l'unica persona che ha amato nella sua vita, la madre, dato che la incolperebbe per il tutto). Inoltre menzionano che Doll stessa ne è già consapevole e che questo è il motivo per cui gli ha mentito.
La tensione nella casa di moda diventa sempre più complicata quando Doll inizia a desiderare di uscire da lì per sperimentare parti della sua vita precedente. Ottiene il permesso da Celestine per tornare in alcuni dei luoghi che spesso visitava ma poi viene raggiunta e affrontata da Jonni, che crede che Celestine abbia perso il contatto con la realtà. Doll si confronta rabbiosa con Jonni contestando le sue affermazioni. Sconvolta e delusa da quanto tutto sia cambiato sia in se stessa che nel mondo esterno Doll torna a casa e scopre che Celestine si è tagliato i polsi nel tentativo di cercare la libertà dalla casa di moda che considerava una prigione.
Dopo il funerale di Celestine, Jonni assume la direzione della casa di moda, come da volere di quest'ultimo. Jonni e Doll incominciano una relazione mentre le due vecchie che gestiscono la casa di moda vogliono riciclare i vecchi modelli scartati da Celestine. Dopo una sfilata di enorme successo, ignorando le imposizioni delle due donne, che scandalizza il pubblico i due si apprestano a fare l'amore, ma la serie si conclude con Jonni che si guarda nello specchio di Celestine vedendosi distorto e deformato come lo stesso Celestine.

## Pubblicazione
In Italia dopo 5 volumi destinati alle edicole in cui sono stati racchiusi i 10 numeri delle pubblicazioni originali Panini Comics ha pubblicato un albo unico contenente tutta la serie.
| Prima pubblicazione | Prima pubblicazione | Pubblicazione italiana | Pubblicazione italiana   | Pubblicazione italiana | Pubblicazione italiana   | Pubblicazione italiana |
| Numero volume       | Data di uscita      | Numero volume          | Data di uscita in Italia | Isbn italiano          | Volume unico             | Volume unico           |
| Numero volume       | Data di uscita      | Numero volume          | Data di uscita in Italia | Isbn italiano          | Data di uscita in Italia | Isbn italiano          |
| ------------------- | ------------------- | ---------------------- | ------------------------ | ---------------------- | ------------------------ | ---------------------- |
| 1                   | agosto 2012         | 1                      | 14 marzo 2013            | 978-8891210708         | 27 ottobre 2016          | 978-8891224132         |
| 2                   | settembre 2012      | 1                      | 14 marzo 2013            | 978-8891210708         | 27 ottobre 2016          | 978-8891224132         |
| 3                   | ottobre 2012        | 2                      | 14 maggio 2013           | 978-8891210715         | 27 ottobre 2016          | 978-8891224132         |
| 4                   | novembre 2012       | 2                      | 14 maggio 2013           | 978-8891210715         | 27 ottobre 2016          | 978-8891224132         |
| 5                   | dicembre 2012       | 3                      | 14 luglio 2013           | 978-8891210722         | 27 ottobre 2016          | 978-8891224132         |
| 6                   | gennaio 2013        | 3                      | 14 luglio 2013           | 978-8891210722         | 27 ottobre 2016          | 978-8891224132         |
| 7                   | febbraio 2013       | 4                      | 14 settembre 2013        | 978-8891210739         | 27 ottobre 2016          | 978-8891224132         |
| 8                   | marzo 2013          | 4                      | 14 settembre 2013        | 978-8891210739         | 27 ottobre 2016          | 978-8891224132         |
| 9                   | aprile 2013         | 5                      | 14 novembre 2013         | 978-8891210746         | 27 ottobre 2016          | 978-8891224132         |
| 10                  | maggio 2013         | 5                      | 14 novembre 2013         | 978-8891210746         | 27 ottobre 2016          | 978-8891224132         |

## Accoglienza
L'accoglienza del primo numero di Fashion Beast è stata in gran parte positiva.